# Жиряков, Степан Михайлович
Степан Михайлович Жиряков (2 марта 1948, Первомайский, Читинская область — 28 июля 2025) — российский государственный и общественно-политический деятель, организатор горного производства. Заместитель председателя Комитета Совета Федерации по аграрно-продовольственной политике и природопользованию. Заслуженный работник горнодобывающей промышленности Читинской области.

## Биография
Из коренных забайкальцев, которых до сих пор называют гуранами. Потомственный горняк. Прадед и дед по материнской линии — Рюмкины Яков Михайлович и Иван Яковлевич, были из забайкальских казаков и трудились на приисках и в старательских артелях Забайкалья, а отец — Жиряков Михаил Фёдорович и его брат Степан Фёдорович, работали в Дарасунском руднике и Завитинском литиевом рудоуправлении — впоследствии Забайкальский горно-обогатительный комбинат Министерства среднего машиностроения СССР (ныне ГК «Росатом»), мать — Дубинина Софья Ивановна, работала на том же предприятии старшим экономистом отдела рабочего снабжения.
Родился 2 марта 1948 года в посёлке Первомайский Шилкинского района Читинской области (ныне Забайкальского края). В 1966 года окончил Первомайскую среднюю школу № 2. В этом же году начал свою трудовую деятельность учеником слесаря КИПиА на Забайкальском горно-обогатительном комбинате. В 1967 году поступил на металлургический факультет Иркутского политехнического института на специальность «Автоматизация металлургического производства». С апреля 1969 года работал инженером проблемной лаборатории обогащения полезных ископаемых этого факультета. Успешно совмещая учебу с работой, в 1972 году окончил институт и по направлению Управления кадров Министерства среднего машиностроения СССР продолжил работу на комбинате, сначала инженером в цехе КИПиА, затем с января 1974 года на обогатительной фабрике — мастером технологической смены, начальником отделения обезвоживания, начальником главного корпуса. Был награждён Министерством и ЦК профсоюза нагрудными знаками трудового отличия «Победитель социалистического соревнования» (1978, 1979 и 1980 г.г.). Отработав в общей сложности на обогатительной фабрике (цех с особо вредными условиями труда) более 10 лет, в ноябре 1981 года был избран председателем объединенного профсоюзного комитета № 112 Забайкальского ГОКа и делегатом Съезда профсоюза работников атомной энергетики и промышленности.
В 1983 году уже заочно вновь окончил Иркутский политехнический институт по специальности «горный инженер-обогатитель».
В мае 1986 года приказом Министерства назначен директором вновь созданного Алтагачанского рудоуправления ЗабГОКа для организации строительства, согласно совместному Постановлению ЦК КПСС и Совета Министров СССР, крупного горного предприятия на Этыкинском редкометальном месторождении и при нём нового города Забайкалья — Золотореченск в Оловяннинском районе. К 1989 году был построен благоустроенный посёлок городского типа, в котором проживало 7,5 тыс. человек, на месторождении работал горный участок по вскрыше карьера и добыче руды, сезонный обогатительный участок по выпуску тантал-ниобиевого концентрата, геологоразведочная партия, строились опытная обогатительная фабрика и другие объекты будущей промплощадки ГОКа. Была создана мощная инженерная и развитая транспортная инфраструктуры. Но в 1992 году, после развала СССР, было прекращено финансирование строительства, горно-подготовительных и геологоразведочных работ, задачи и объёмы работы рудоуправления резко уменьшились, горный и обогатительный участки ликвидированы и начались массовые сокращения персонала и отток населения посёлка.
В 1994 году приглашён на работу в ОАО «Забайкалзолото» главным инженером, а в 1996 году стал генеральным директором этого предприятия и его основной задачей было сохранение действующим Дарасунского рудника и привлечение инвестиций в его реконструкцию. С 2000 года, после реорганизации и реструктуризации для этого ОАО «Забайкалзолото» в ООО "Горно-обогатительный комбинат «Дарасунзолото», работал его генеральным директором. В 2001 году удалось не только привлечь внимание инвесторов, но и решить окончательно вопрос о приходе инвестора. В июле 2002 года занял должность директора Читинского представительства ООО «Дарасунский рудник», созданного инвесторами на базе ООО "ГОК «Дарасунзолото», и занимался вопросами реконструкции рудника до его запуска в работу в 2004 году. В 2004 года стал директором Читинского представительства ООО «Руссдрагмет» компании HIGHLAND GOLD MINING Ltd, которая инвестировала, кроме реконструкции Дарасунского рудника, работу по проектированию и строительству рудника Ново-Широкинский, который был запущен в работу в 2010 году. В его обязанности так же входило, кроме координации работ на Ново-Широкинском руднике, решение вопросов по организации геологоразведочных и предпроектных работ на Любавинском рудном поле и на Тасеевском месторождении.
В июне 2010 года избран на должность Председателя Законодательного Собрания Забайкальского края. В декабре 2011 года избирается депутатом Государственной Думы шестого созыва РФ по краевому списку партии «Единая Россия», но переуступает свой мандат народному артисту СССР И. Д. Кобзону и продолжает работать Председателем Законодательного Собрания края.
С 16 октября 2013 года член Совета Федерации Федерального Собрания РФ — представитель от Законодательного Собрания Забайкальского края. С марта 2016 года — заместитель председателя Комитета Совета Федерации по аграрно-продовольственной политике и природопользованию.
В 2016 году распоряжением Правительства Российской Федерации С. М. Жирякову объявлена Благодарность за активное участие в законопроектной деятельности и развитии парламентаризма.
По итогам выборов 9 сентября 2018 года был вновь избран в Законодательное Собрание Забайкальского края третьего созыва, но так как не стал слагать с себя полномочия сенатора не совместимые со статусом депутата Законодательного собрания, то согласно законодательству потерял мандат депутата Законодательного собрания Забайкальского края и лишился права быть переизбранным и представлять в дальнейшем (с 08.10.2018 г.) орган законодательной власти края в Совете Федерации.
Решением Совета палаты от 25 сентября 2018 года заместитель председателя Комитета Совета Федерации по аграрно-продовольственной политике и природопользованию Жиряков Степан Михайлович награждён Почётной грамотой Совета Федерации Федерального Собрания РФ за многолетний добросовестный труд, большой вклад в развитие парламентаризма в Российской Федерации и совершенствование федерального законодательства.
3 декабря 2018 года назначен советником генерального директора АО «Атомредметзолото» — уранового холдинга Государственной корпорации РФ «РОСАТОМ», уволился в июле 2020 года.
Умер 28 июля 2025 года в возрасте 77 лет.

## Личная жизнь
Семейное положение: женат (1970 г.), супруга Жирякова Елена Витальевна (1950 г.), дочь Юлия (1972 г.), юрист, сын Андрей (1974 г.), горный инженер-обогатитель, кандидат технических наук. Есть внуки.

## Общественно-политическая деятельность
С 1983 года избирался депутатом поселковых и районных Советов, в 1990 году на альтернативной основе из четырёх кандидатов жителями п. Золотореченск и с. Турга избран депутатом Читинского областного Совета народных депутатов (1990—1992) (11), в котором был избран председателем Комитета по конверсии предприятий ВПК и членом Малого Совета. В 2004 году избирается депутатом Читинской областной Думы, работает там на не освобождённой основе председателем комитета по экономической политике. Затем, в октябре 2008 года избирается так же на не освобождённой основе депутатом Законодательного Собрания Забайкальского края и заместителем председателя комитета по бюджетной политике, в июне 2010 года избран Председателем Законодательного собрания(12) первого созыва. В 2004 году входит в состав регионального политического совета Всероссийской политической партии «Единая Россия», в мае 2009 года избирается Секретарём регионального отделения партии, а в сентябре 2010 года на 12 съезде партии — членом Генерального Совета партии «Единая Россия». Будучи Секретарём Забайкальского регионального отделения партии «Единая Россия» и депутатом Законодательного собрания продолжал заниматься продвижением проектов по освоению месторождений полезных ископаемых юго-востока Забайкальского края. В марте 2010 года на партийной межрегиональной конференции в Красноярске и Новосибирске Сибирского федерального округа, с участием Председателя партии «Единая Россия», Председателя Правительства Российской Федерации Владимира Владимировича Путина, делегация Забайкальского регионального отделения партии докладывала о перспективах освоения этих месторождений. В результате, уже в ходе конференции Председателем Правительства Владимиром Путиным было принято решение о государственно-частном партнёрстве по строительству к ним железнодорожной ветки «Нарын — Лугокан». В 2012 году закончено строительство железной дороги от ж.д. станции Борзя до станции Тайна и прирельсовый базы Быстринского горно-обогатительного комбината в Газимуро-Заводском районе.
Возглавляя представительство ООО «Руссдрагмет», участвовал в социальных проектах и благотворительных программах, на которые инвесторами по его предложениям направлено около 190 миллионов рублей, в том числе на обустройство Читинского Кафедрального Собора во имя Казанской иконы Божией Матери(7). За активное участие в строительстве Кафедрального Собора в 2005 году архиепископом Читинским и Забайкальским Евстафием награждён Архиерейской Грамотой и Памятной настольной медалью.
Как депутат и Председатель Законодательного Собрания Забайкальского края первого созыва внес значительный вклад в становление его работы, а также в создание и совершенствование региональной законодательной базы нового субъекта Российской Федерации — Забайкальского края(12). Выступал с законотворческими инициативами направленными на социальное, экономическое, культурное развитие региона и муниципальных образований, поддержки инвестиционной деятельности, создание условий для развития промышленных предприятий и агропромышленного комплекса. Большое внимание уделял взаимодействию с Губернатором и Правительством Забайкальского края, организации сотрудничества комитетов Законодательного Собрания с краевыми министерствами и ведомствами, органами местного самоуправления, общественными организациями и гражданами.
В 2010 году решением Ассоциации «Сибирское соглашение» удостоен звания "Кавалер Золотого Почётного знака «Достояние Сибири» в номинации «Государство и общество» за большой личный вклад в социально-экономическое развитие регионов Сибири и активную гражданскую позицию.
Работая с октября 2013 года в Комитете Совета Федерации по аграрно-продовольственной политике и природопользованию занимался вопросами законодательного обеспечения недропользования и экологии. По инициативе Жирякова данным профильным Комитетом проведён в Совете Федерации ряд совещаний и «круглых столов» по данной тематике, в том числе по проблемам добычи урана Приаргунским производственным горно-химическим объединением и строительства там нового рудника № 6. В итоге удалось добиться бюджетного финансирования в 2018—2019 г.г. его строительства.
В 2016 году в составе рабочей группы Государственного Совета Российской Федерации участвовал в подготовке доклада на заседание Госсовета по состоянию в РФ экологии и охраны окружающей среды. На основании Указа Президента Российской Федерации работал в Межведомственной комиссии по экологической безопасности Совета Безопасности РФ в качестве заместителя председателя этой комиссии.
Решениями Совета палаты был назначен руководителем групп сотрудничества Совета Федерации с парламентом Лаосской Народно-Демократической Республики и с Сенатом Королевства Камбоджа, в этом качестве встречался с руководством этих стран и их парламентов. Так же был руководителем делегаций Совета Федерации и Федерального Собрания РФ в Ассамблее Азиатских парламентов (АПА) и выступал на её пленарных заседаний. Состоял в других рабочих группах по сотрудничеству Совета Федерации с парламентами других стран, в частности с Всекитайским Собранием Народных Представителей КНР и Великим Государственным Хуралом Монголии, член правления Российского Общества друзей Монголии. В марте 2018 года награждён высшей наградой Общества дружбы «Монголия-Россия» орденом «Золотая звезда дружбы» за большой вклад в развитие и укрепление сотрудничества Монголии и России, взаимопонимания и дружбы народов братских стран.
В феврале 2018 года Жирякову объявлена Благодарность Председателя Совета Федерации Федерального Собрания Российской Федерации за многолетний добросовестный труд, большой личный вклад в развитие парламентаризма в Российской Федерации и совершенствование федерального законодательства(18).
Распоряжением председателя Совета Федерации В. И. Матвиенко от 07.12.2018 г. Жиряков С. М. назначен членом Совета по вопросам агропромышленного комплекса и природопользования при Совете Федерации.
В течение ряда лет был Президентом Ассоциации конного спорта Забайкальского края, при этом удалось решить вопрос её аккредитации в Федерации конного спорта РФ и получить статус региональной федерации конного спорта. Член Правления Ассоциации «Забайкальское землячество в Москве», член Оргкомитета Забайкальского международного кинофестиваля.
Действительный член (академик) Международной академии наук экологической безопасности (МАНЭБ), член-корреспондент Российской академии горных наук (РАГН).

Награды и звания
Медали:
- Медаль ордена «За заслуги перед Отечеством» II степени (2017 г.);
- «Совет Федерации. 20 лет» (2013 г.);
- «За содействие», Следственный Комитет РФ, (2013 г.);
- «За вклад в развитие атомной отрасли» I и II степени, Госкорпорация «Росатом», (2018 г., 2016 г.);
- «За заслуги перед Читинской областью» (2008 г.);
- «Знак Почёта», Законодательное собрание Забайкальского края, (2013 г.);
- «За укрепление дружбы народов», Забайкальский край, (2018 г.);
- «Совет Федерации. 25 лет», (2019 г.);
- «75 лет атомной отрасли России», Госкорпорация «Росатом», (2020 г.)

Нагрудные знаки трудового отличия:
- «Шахтёрская слава» I, II и III степени (2001, 1991, 1987 гг.);
- «Почётный горняк» (1997 г.);
- «Ветеран отрасли драгоценных металлов и драгоценных камней» (2008 г.);
- «Ветеран атомной энергетики и промышленности», Госкорпорация «Росатом», (2010 г.);
- «За усердие на благо Читинской области» (2006 г.);
- «За усердие на благо Забайкальского края» (2012 г.);
- «За вклад в развитие Забайкальского края», Законодательное собрание Забайкальского края, (2018).

Орден:
- «Полярная звезда», Указ № 53265 Президента Монголии Ц. Элбэгдоржа, (2014 г.)

Звание:
- «Заслуженный работник горнодобывающей промышленности Читинской области» (2005 г.)
- "Заслуженный пенсионер Уранового холдинга АО «Атомредметзолото» (2020 г.)